# Childersburg
Childersburg ist ein Ort im Talladega County in Alabama, USA. Die Gesamtfläche des Ortes beträgt 20,5 km². 2020 hatte der Ort 4854 Einwohner.

## Demografie
Bei der Volkszählung im Jahr 2000 hatte der Ort 4.927 Einwohner, die sich auf 1.999 Haushalte und 1.419 Familien verteilten. Die Bevölkerungsdichte betrug 246,1 Einwohner/km². 68,87 % der Bevölkerung waren weiß, 29,73 % afroamerikanisch. In 32,7 % der Haushalte lebten Kinder unter 18 Jahren. Das Durchschnittseinkommen betrug 23.932 US-Dollar, wobei 23,8 % der Bevölkerung unterhalb der Armutsgrenze lebten.